# Марио Ланци
Марио Ланци (итал. Mario Lanzi; Кастелето Сопра Тичино, Новара 10. октобар 1914 — Скио, Виченца 21. фебруар 1980) је био италијански атлетичар, специјалиста за трчање на 800 метара.
У својој родној Италији Ланци био без осбиљнијих ривала тридесетих година прошлог века. Међутим, Ланци није никад победио на великим светским такмичењима. На Европском првенству 1934. у Торину и Летњим олимпијским играма 1936. у Берлину био је други, а на Европском првенство 1938. у Паризу трећи.
На Олимпијским играма у Берлину Ланци је учествовао у још две дисциплине: 400 м где је био осми (48,2) и штафети 4 х 400 метара где је исто био осми.
Ланци је био познат по старту који је збуњивао своје противнике, јер је у трци на 800 метара стартовао као спринтер.
Ланци је умро 1980. у Скију где је радио као тренер.